# Artsaj (provincia histórica)
Artsaj (armenio: ɑրցǡ, romanizado:  Artsʻakh, pronunciado  [ɑɾˈtsʰɑχ]) fue la décima provincia (nahang) del Reino de Armenia desde c. 189 a. C. hasta 387 d. C., cuando pasó a formar parte de la Albania caucásica, un principado sujeto del Imperio Sasánida, tras la Paz de Acilisene. Desde el siglo VII al IX, cayó bajo control árabe. En 821 formó el principado armenio de Jachen y alrededor del año 1000 fue proclamado Reino de Artsaj, uno de los últimos reinos y principados armenios orientales medievales que mantuvo su autonomía tras las invasiones turcas de los siglos XI al XIV.

## Cantones
Aproximadamente la provincia tenía alrededor de 12 cantones:
- Parnes
- Koght
- Vaikunik
- Sisakan
- Mukhank
- Berdadzor
- Gran Arank
- Parsakank
- Piank